# 日本史時代区分表
日本史時代区分表（にほんしじだいくぶんひょう）は、日本史における各時代の関連と時代区分を示す表である。多くの時代の始期・終期に関しては異なる説もあるが、ここでは主要な説に基づき記載した。
なお以下、北海道から先島までの地域区分は、大まかな区分である。
| 西暦年                                | 地域                                                                 | 地域                                                                                        | 地域                                                          | 地域                                                                                           | 地域                                                          | 地域                                                          | 地域                                                          | その時代の 主な文化                |
| 西暦年                                | 先島                                                                 | 沖縄                                                                                        | 奄美                                                          | 九州南部                                                                                       | 本州（東北以外）・四国・九州北部                              | 東北                                                          | 北海道                                                        | その時代の 主な文化                |
| ------------------------------------- | -------------------------------------------------------------------- | ------------------------------------------------------------------------------------------- | ------------------------------------------------------------- | ---------------------------------------------------------------------------------------------- | ------------------------------------------------------------- | ------------------------------------------------------------- | ------------------------------------------------------------- | ---------------------------------- |
| 約12万年前 ｜ 紀元前14000年           | 旧石器時代                                                           | 旧石器時代                                                                                  | 旧石器時代                                                    | 旧石器時代                                                                                     | 旧石器時代                                                    | 旧石器時代                                                    | 旧石器時代                                                    | 旧石器文化                         |
| 前14000年 ｜ 前5000年                 |                                                                      |                                                                                             |                                                               | 縄文時代 （前14000年 ｜ 前4世紀）                                                              | 縄文時代 （前14000年 ｜ 前4世紀）                             | 縄文時代 （前14000年 ｜ 前4世紀）                             | 縄文時代 （前14000年 ｜ 前4世紀）                             | 縄文文化                           |
| 前5000年 ｜ 前8世紀                   | 先島先史 時代 （下田原期）                                           | 貝塚時代 （前5000年 ｜ 12世紀）                                                             | 貝塚時代                                                      | 縄文時代 （前14000年 ｜ 前4世紀）                                                              | 縄文時代 （前14000年 ｜ 前4世紀）                             | 縄文時代 （前14000年 ｜ 前4世紀）                             | 縄文時代 （前14000年 ｜ 前4世紀）                             | 縄文文化                           |
| 前7世紀 ｜ 前5世紀                    | 先島先史 時代 （無土器期）                                           | 貝塚時代 （前5000年 ｜ 12世紀）                                                             | 貝塚時代                                                      | 縄文時代 （前14000年 ｜ 前4世紀）                                                              | 縄文時代 （前14000年 ｜ 前4世紀）                             | 縄文時代 （前14000年 ｜ 前4世紀）                             | 縄文時代 （前14000年 ｜ 前4世紀）                             | 縄文文化                           |
| 前4世紀                               | 先島先史 時代 （無土器期）                                           | 貝塚時代 （前5000年 ｜ 12世紀）                                                             | 貝塚時代                                                      | 弥生時代 （前4世紀または前10世紀 ｜ 3世紀）                                                    | 弥生時代 （前4世紀または前10世紀 ｜ 3世紀）                   | 弥生時代 （前4世紀または前10世紀 ｜ 3世紀）                   |                                                               | 弥生文化                           |
| 前3世紀                               | 先島先史 時代 （無土器期）                                           | 貝塚時代 （前5000年 ｜ 12世紀）                                                             | 貝塚時代                                                      | 弥生時代 （前4世紀または前10世紀 ｜ 3世紀）                                                    | 弥生時代 （前4世紀または前10世紀 ｜ 3世紀）                   | 弥生時代 （前4世紀または前10世紀 ｜ 3世紀）                   | 続縄文時代 （前3世紀 ｜ 7世紀）                               | 弥生文化                           |
| 前2世紀                               | 先島先史 時代 （無土器期）                                           | 貝塚時代 （前5000年 ｜ 12世紀）                                                             | 貝塚時代                                                      | 弥生時代 （前4世紀または前10世紀 ｜ 3世紀）                                                    | 弥生時代 （前4世紀または前10世紀 ｜ 3世紀）                   | 弥生時代 （前4世紀または前10世紀 ｜ 3世紀）                   | 続縄文時代 （前3世紀 ｜ 7世紀）                               | 弥生文化                           |
| 前1世紀                               | 先島先史 時代 （無土器期）                                           | 貝塚時代 （前5000年 ｜ 12世紀）                                                             | 貝塚時代                                                      | 弥生時代 （前4世紀または前10世紀 ｜ 3世紀）                                                    | 弥生時代 （前4世紀または前10世紀 ｜ 3世紀）                   | 弥生時代 （前4世紀または前10世紀 ｜ 3世紀）                   | 続縄文時代 （前3世紀 ｜ 7世紀）                               | 弥生文化                           |
| 1世紀                                 | 先島先史 時代 （無土器期）                                           | 貝塚時代 （前5000年 ｜ 12世紀）                                                             | 貝塚時代                                                      | 弥生時代 （前4世紀または前10世紀 ｜ 3世紀）                                                    | 弥生時代 （前4世紀または前10世紀 ｜ 3世紀）                   | 弥生時代 （前4世紀または前10世紀 ｜ 3世紀）                   | 続縄文時代 （前3世紀 ｜ 7世紀）                               | 弥生文化                           |
| 2世紀                                 | 先島先史 時代 （無土器期）                                           | 貝塚時代 （前5000年 ｜ 12世紀）                                                             | 貝塚時代                                                      | 弥生時代 （前4世紀または前10世紀 ｜ 3世紀）                                                    | 弥生時代 （前4世紀または前10世紀 ｜ 3世紀）                   | 弥生時代 （前4世紀または前10世紀 ｜ 3世紀）                   | 続縄文時代 （前3世紀 ｜ 7世紀）                               | 弥生文化                           |
| 3世紀                                 | 先島先史 時代 （無土器期）                                           | 貝塚時代 （前5000年 ｜ 12世紀）                                                             | 貝塚時代                                                      | 弥生時代 （前4世紀または前10世紀 ｜ 3世紀）                                                    | 弥生時代 （前4世紀または前10世紀 ｜ 3世紀）                   | 弥生時代 （前4世紀または前10世紀 ｜ 3世紀）                   | 続縄文時代 （前3世紀 ｜ 7世紀）                               | 弥生文化                           |
| 4世紀                                 | 先島先史 時代 （無土器期）                                           | 貝塚時代 （前5000年 ｜ 12世紀）                                                             | 貝塚時代                                                      | 襲国                                                                                           | 古墳時代 （3世紀中頃 - 7世紀頃）                              | 続縄文文化 （北海道より南下）                                 | 続縄文時代 （前3世紀 ｜ 7世紀）                               | 古墳文化                           |
| 5世紀                                 | 先島先史 時代 （無土器期）                                           | 貝塚時代 （前5000年 ｜ 12世紀）                                                             | 貝塚時代                                                      | 襲国                                                                                           | 古墳時代 （3世紀中頃 - 7世紀頃）                              | 蝦夷                                                          | 続縄文時代 （前3世紀 ｜ 7世紀）                               | 古墳文化                           |
| 6世紀                                 | 先島先史 時代 （無土器期）                                           | 貝塚時代 （前5000年 ｜ 12世紀）                                                             | 貝塚時代                                                      | 隼人                                                                                           | 古墳時代 （3世紀中頃 - 7世紀頃）                              | 蝦夷                                                          | 続縄文時代 （前3世紀 ｜ 7世紀）                               | 古墳文化                           |
| 7世紀                                 | 先島先史 時代 （無土器期）                                           | 貝塚時代 （前5000年 ｜ 12世紀）                                                             | 貝塚時代                                                      | 隼人                                                                                           | 飛鳥時代 （593年 - 710年）                                    | 蝦夷                                                          | 擦文時代 （7世紀 ｜ 13世紀）                                  | 飛鳥文化                           |
| 8世紀                                 | 先島先史 時代 （無土器期）                                           | 貝塚時代 （前5000年 ｜ 12世紀）                                                             | 貝塚時代                                                      | 奈良時代 （710年 - 794年）                                                                     | 奈良時代 （710年 - 794年）                                    | 蝦夷                                                          | 擦文時代 （7世紀 ｜ 13世紀）                                  | 白鳳文化 天平文化                  |
| 9世紀                                 | 先島先史 時代 （無土器期）                                           | 貝塚時代 （前5000年 ｜ 12世紀）                                                             | 奄美世                                                        | 平安時代 （794年 - 1185年）                                                                    | 平安時代 （794年 - 1185年）                                   | 平安時代 （794年 - 1185年）                                   | 擦文時代 （7世紀 ｜ 13世紀）                                  | 弘仁・貞観文化 国風文化 院政期文化 |
| 10世紀                                | 先島先史 時代 （無土器期）                                           | 貝塚時代 （前5000年 ｜ 12世紀）                                                             | 奄美世                                                        | 平安時代 （794年 - 1185年）                                                                    | 平安時代 （794年 - 1185年）                                   | 平安時代 （794年 - 1185年）                                   | 擦文時代 （7世紀 ｜ 13世紀）                                  | 弘仁・貞観文化 国風文化 院政期文化 |
| 11世紀                                | 先島先史 時代 （無土器期）                                           | 貝塚時代 （前5000年 ｜ 12世紀）                                                             | 奄美世                                                        | 平安時代 （794年 - 1185年）                                                                    | 平安時代 （794年 - 1185年）                                   | 平安時代 （794年 - 1185年）                                   | 擦文時代 （7世紀 ｜ 13世紀）                                  | 弘仁・貞観文化 国風文化 院政期文化 |
| 12世紀                                | 先島先史 時代 （無土器期）                                           | グスク時代 （12世紀 ｜ 14世紀） 〔舜天王統(1187年 - 1259年)〕 〔英祖王統(1259年 - 1349年)〕 | 貴海国                                                        | 平安時代 （794年 - 1185年）                                                                    | 平安時代 （794年 - 1185年）                                   | 平安時代 （794年 - 1185年）                                   | 擦文時代 （7世紀 ｜ 13世紀）                                  | 弘仁・貞観文化 国風文化 院政期文化 |
| 13世紀                                | 先島先史 時代 （無土器期）                                           | グスク時代 （12世紀 ｜ 14世紀） 〔舜天王統(1187年 - 1259年)〕 〔英祖王統(1259年 - 1349年)〕 | 貴海国                                                        | 鎌倉時代 （1185年 - 1333年）                                                                   | 鎌倉時代 （1185年 - 1333年）                                  | 鎌倉時代 （1185年 - 1333年）                                  | アイヌ文化                                                    | 鎌倉文化                           |
| 14世紀                                | 先島先史 時代 （按司時代）                                           | グスク時代 （12世紀 ｜ 14世紀） 〔舜天王統(1187年 - 1259年)〕 〔英祖王統(1259年 - 1349年)〕 | グスク時代 （按司世）                                         | 鎌倉時代 （1185年 - 1333年）                                                                   | 鎌倉時代 （1185年 - 1333年）                                  | 鎌倉時代 （1185年 - 1333年）                                  | アイヌ文化                                                    | 鎌倉文化                           |
| 14世紀                                | 先島先史 時代 （按司時代）                                           | 三山時代 （1322年頃 ｜ 1429年）                                                             | グスク時代 （按司世）                                         | 建武の新政（1334年 - 1335年）                                                                  | 建武の新政（1334年 - 1335年）                                 | 建武の新政（1334年 - 1335年）                                 | アイヌ文化                                                    | 北山文化                           |
| 14世紀                                | 先島先史 時代 （按司時代）                                           | 三山時代 （1322年頃 ｜ 1429年）                                                             | グスク時代 （按司世）                                         | 室町時代 （1336年 - 1573年） 〔南北朝時代（1336年 - 1392年）〕 〔戦国時代（1493年 - 1590年）〕 |                                                               |                                                               | アイヌ文化                                                    | 北山文化                           |
| 15世紀                                | 先島先史 時代 （按司時代）                                           | 第一尚氏王統 （1429年 ｜ 1469年）                                                           | 琉球支配 （那覇世）                                           |                                                                                                |                                                               |                                                               | アイヌ文化                                                    | 北山文化                           |
| 16世紀                                | 第二尚氏王統 （1469年 ｜ 1879年） ・ 薩摩藩支配 （1609年 ｜ 1872年） | 第二尚氏王統 （1469年 ｜ 1879年） ・ 薩摩藩支配 （1609年 ｜ 1872年）                        | 琉球支配 （那覇世）                                           | 東山文化                                                                                       |                                                               |                                                               | アイヌ文化                                                    |                                    |
| 16世紀                                | 第二尚氏王統 （1469年 ｜ 1879年） ・ 薩摩藩支配 （1609年 ｜ 1872年） | 第二尚氏王統 （1469年 ｜ 1879年） ・ 薩摩藩支配 （1609年 ｜ 1872年）                        | 琉球支配 （那覇世）                                           | 安土桃山時代 （1573年 - 1603年）                                                               | 安土桃山時代 （1573年 - 1603年）                              | 安土桃山時代 （1573年 - 1603年）                              | アイヌ文化                                                    | 桃山文化                           |
| 17世紀                                | 第二尚氏王統 （1469年 ｜ 1879年） ・ 薩摩藩支配 （1609年 ｜ 1872年） | 第二尚氏王統 （1469年 ｜ 1879年） ・ 薩摩藩支配 （1609年 ｜ 1872年）                        | 薩摩藩支配 （大和世）                                         | 江戸時代 （1603年 - 1868年）                                                                   | 江戸時代 （1603年 - 1868年）                                  | 江戸時代 （1603年 - 1868年）                                  | 松前藩進出                                                    | 寛永文化                           |
| 18世紀                                | 第二尚氏王統 （1469年 ｜ 1879年） ・ 薩摩藩支配 （1609年 ｜ 1872年） | 第二尚氏王統 （1469年 ｜ 1879年） ・ 薩摩藩支配 （1609年 ｜ 1872年）                        | 薩摩藩支配 （大和世）                                         | 江戸時代 （1603年 - 1868年）                                                                   | 江戸時代 （1603年 - 1868年）                                  | 江戸時代 （1603年 - 1868年）                                  | 松前藩進出                                                    | 元禄文化                           |
| 19世紀                                | 第二尚氏王統 （1469年 ｜ 1879年） ・ 薩摩藩支配 （1609年 ｜ 1872年） | 第二尚氏王統 （1469年 ｜ 1879年） ・ 薩摩藩支配 （1609年 ｜ 1872年）                        | 薩摩藩支配 （大和世）                                         | 江戸時代 （1603年 - 1868年）                                                                   | 江戸時代 （1603年 - 1868年）                                  | 江戸時代 （1603年 - 1868年）                                  | 松前藩進出                                                    | 化政文化                           |
| 19世紀                                | 明治時代 （1868年 - 1912年）                                         | 明治時代 （1868年 - 1912年）                                                                | 明治時代 （1868年 - 1912年）                                  | 明治時代 （1868年 - 1912年）                                                                   | 明治時代 （1868年 - 1912年）                                  | 明治時代 （1868年 - 1912年）                                  | 明治時代 （1868年 - 1912年）                                  | 文明開化 明治文化                  |
| 20世紀                                | 明治時代 （1868年 - 1912年）                                         | 明治時代 （1868年 - 1912年）                                                                | 明治時代 （1868年 - 1912年）                                  | 明治時代 （1868年 - 1912年）                                                                   | 明治時代 （1868年 - 1912年）                                  | 明治時代 （1868年 - 1912年）                                  | 明治時代 （1868年 - 1912年）                                  | 文明開化 明治文化                  |
| 大正時代 （1912年 - 1926年）          | 大正時代 （1912年 - 1926年）                                         | 大正時代 （1912年 - 1926年）                                                                | 大正時代 （1912年 - 1926年）                                  | 大正時代 （1912年 - 1926年）                                                                   | 大正時代 （1912年 - 1926年）                                  | 大正時代 （1912年 - 1926年）                                  | 大正ロマン                                                    |                                    |
|                                       |                                                                      |                                                                                             | 昭和時代 （1926年 - 1989年） 〔GHQ占領下（1945年 - 1952年）〕 | 昭和時代 （1926年 - 1989年） 〔GHQ占領下（1945年 - 1952年）〕                                  | 昭和時代 （1926年 - 1989年） 〔GHQ占領下（1945年 - 1952年）〕 | 昭和時代 （1926年 - 1989年） 〔GHQ占領下（1945年 - 1952年）〕 | 昭和モダン 戦中 戦後復興期 高度経済成長期 安定成長期 バブル期 |                                    |
| アメリカ統治時代 （1945年 ｜ 1972年） | アメリカ統治時代 （1945年 ｜ 1972年）                                | アメリカ 統治時代 （1945年 ｜ 1953年）                                                      | 昭和時代 （1926年 - 1989年） 〔GHQ占領下（1945年 - 1952年）〕 | 昭和時代 （1926年 - 1989年） 〔GHQ占領下（1945年 - 1952年）〕                                  | 昭和時代 （1926年 - 1989年） 〔GHQ占領下（1945年 - 1952年）〕 | 昭和時代 （1926年 - 1989年） 〔GHQ占領下（1945年 - 1952年）〕 | 昭和モダン 戦中 戦後復興期 高度経済成長期 安定成長期 バブル期 |                                    |
| アメリカ統治時代 （1945年 ｜ 1972年） | アメリカ統治時代 （1945年 ｜ 1972年）                                |                                                                                             | 昭和時代 （1926年 - 1989年） 〔GHQ占領下（1945年 - 1952年）〕 | 昭和時代 （1926年 - 1989年） 〔GHQ占領下（1945年 - 1952年）〕                                  | 昭和時代 （1926年 - 1989年） 〔GHQ占領下（1945年 - 1952年）〕 | 昭和時代 （1926年 - 1989年） 〔GHQ占領下（1945年 - 1952年）〕 | 昭和モダン 戦中 戦後復興期 高度経済成長期 安定成長期 バブル期 |                                    |
|                                       |                                                                      |                                                                                             | 昭和時代 （1926年 - 1989年） 〔GHQ占領下（1945年 - 1952年）〕 | 昭和時代 （1926年 - 1989年） 〔GHQ占領下（1945年 - 1952年）〕                                  | 昭和時代 （1926年 - 1989年） 〔GHQ占領下（1945年 - 1952年）〕 | 昭和時代 （1926年 - 1989年） 〔GHQ占領下（1945年 - 1952年）〕 | 昭和モダン 戦中 戦後復興期 高度経済成長期 安定成長期 バブル期 |                                    |
| 平成時代 （1989年 - 2019年）          |                                                                      |                                                                                             |                                                               |                                                                                                |                                                               |                                                               |                                                               |                                    |
| 21世紀                                |                                                                      |                                                                                             |                                                               |                                                                                                |                                                               |                                                               |                                                               |                                    |
| 令和時代 （2019年 - ）                |                                                                      |                                                                                             |                                                               |                                                                                                |                                                               |                                                               |                                                               |                                    |